# Sara Tancredi
Sara Tancredi is een personage uit de Amerikaanse serie Prison Break, gespeeld door Sarah Wayne Callies. Wegens zwangerschap werd Callies in seizoen 3 vervangen door Katie A. Keane, maar haar gezicht kwam niet in beeld.
Al van kinds af aan wilde Sara dokter worden, maar toen ze enige tijd in een ziekenhuis werkte, raakte ze verslaafd aan morfine. Ze ging afkicken en kwam daar Brad Bellick tegen, de bewaker van Fox River State Penitentiary, waar Prison Break zich afspeelt. Hij bood haar een baan aan en ze ging akkoord.
Haar vader, Frank Tancredi, is de gouverneur van Illinois. Hij ziet haar liever niet werken in de gewelddadige gevangenis, waardoor hun relatie erg verslechterd is. Sara's moeder was al eerder om het leven gekomen.

## Seizoen 1
Al vanaf de eerste ontmoeting merkte Sara Tancredi dat Michael Scofield (het hoofdpersonage uit de serie) anders was dan de andere gevangenen. Hoewel Sara eigenlijk een deel van Michaels ontsnappingsplan was, krijgen de twee steeds meer sympathie voor elkaar en in de aflevering The Key kussen de twee elkaar. Michael wil dat ze de deur van de ziekenafdeling voor de gevangenen openlaat, zodat ze kunnen ontsnappen. Ze twijfelt, maar besluit het uiteindelijk toch te doen. Michael ontsnapt uiteindelijk, samen met Burrows, T-bag, Abruzzi, Sucre, Tweener, C-note en Haywire. Westmoreland is overleden. Even later vindt de politie haar op haar bed: ze heeft een overdosis genomen.

## Seizoen 2
Sara heeft de overdosis overleefd, maar belandt wel in de gevangenis omdat ze mee heeft gewerkt aan de ontsnapping. Ze gaat weer afkicken en komt daar ene Lance tegen bij een AA-bijeenkomst. Lance is special agent Paul Kellerman, die zich voordoet als een verslaafde en homoseksueel is. Om het vertrouwen van Sara te winnen en erachter te komen wat Sara dan allemaal weet over waar Michael zich bevindt. Maar Sara's vader ontdekt dat Lance eigenlijk Paul Kellerman, een geheim agent, is. Ondertussen ontvangt Sara enveloppen met daarin gecodeerde berichten van Michael. Haar vader is opgehangen en Sara wordt bijna neergeschoten. Ze ontcijfert de codes en ontmoet Michael in Gila. Hij wil met haar naar Panama, maar dat vindt ze geen goed idee. Als ze uiteindelijk toch met hem meewil, wordt ze onder schot gehouden door Kellerman. Hij probeert haar te verdrinken in een hotelkamer, maar ze weet te ontsnappen.
Hierna kleurt ze haar haar en verbreekt de banden met de maatschappij. Wanneer de "Scofield-Burrows band" in de aflevering "The Message" uitgezonden wordt, ontcijfert Sara Michaels verborgen boodschap. Wanneer ze herenigd is met Michael bekennen de twee eindelijk hun liefde voor elkaar, hoewel Sara sceptisch is over hun nieuwe bondgenoot Paul Kellerman. Tijdens een treinreis naar Chicago doet ze dan ook een poging Kellerman te vermoorden.
Sara wordt later door Agent Lang en Mahone opgepakt. Wanneer ze in de rechtbank hoort dat ze 13 jaar kan verwachten, komt Paul Kellerman binnen om te getuigen. Sara wordt vrijgesproken van alle misdaden.

## Seizoen 3
Sara wordt door 'The Company' gegijzeld maar slaagt erin te ontsnappen door de incompetentie van Gretchen. Haar bewaakster wordt daarom vermoord door hun opdrachtgever General Krantz, dit lichaam wordt gebruikt om Lincoln en Michael te chanteren.

## Seizoen 4
Dr. Sara Tancredi komt weer terug in het vierde seizoen van Prison Break. Dit werd bevestigd door Matt Olmstead, de producer. In de twee extra dvd's wordt Sara naar een gevangenis in Miami gebracht voor het vermoorden van Christina Rose Scofield. Michael helpt Sara ontsnappen uit die gevangenis maar zet zijn dood in scène. Sara gaat op Panama wonen en krijgt zijn kind, zijn naam is Michael.